# Крест «За переход через Дунай»
Крест «За переход через Дунай» (рум. Crucea «Trecerea Dunării») — румынская награда времён Русско-турецкой войны 1877—1878 годов. Учреждён 25 октября (6 ноября) 1877 года князем Румынии Карлом I в память перехода через Дунай.

## История
25 октября (6 ноября) 1877 года румынское правительство в память о форсировании Дуная учредило специальный крест «За переход через Дунай».
Этого знака отличия, наряду с румынскими, были удостоены десятки тысяч русских солдат, офицеров и генералов — участников переправы 15 (27) июня 1877 года через Дунай, боёв при Плевне, Шипке, Шейнове и других сражений освободительной войны 1877—1878 годов, а также гражданские лица, которые своими действиями способствовали ратному делу.

## Описание
Крест железный, чёрного цвета, четырёхконечный, каждый конец которого с прямоугольным уширением в средней части являет собой как бы самостоятельный крестик; чекан двухсторонний, с рифлёной поверхностью, имеет окантовочный бортик по всему обводу креста. На лицевой стороне креста, в центральном медальоне, вензель князя Карла I. На реверсе, в центральном медальоне, помещена дата «1877», вокруг которой надпись на румынском языке «TRECREA DUNARII» («ЗА ПЕРЕХОД ЧЕРЕЗ ДУНАЙ 1877»).
Лента для военнослужащих шёлковая муаровая, тёмно-красная с чёрными полосками шириной 2 мм по краям, для гражданских лиц — чёрная с тёмно-красными полосками шириной 2 мм по краям.
В случае, если военнослужащий был убит в боях, крест вручался семье погибшего, но с лентой гражданского образца.